# Simulium daisense
Simulium daisense är en tvåvingeart som först beskrevs av Takahasi 1950.  Simulium daisense ingår i släktet Simulium och familjen knott. Inga underarter finns listade i Catalogue of Life.